# Dumitru Giurcă
Dumitru Giurcă (n. 7 decembrie 1950, Rășinari, județul Sibiu – d. 19 ianuarie 1999, București)  a fost un interpret de muzică populară din Mărginimea Sibiului. A activat în ansamblurile folclorice „Cindrelul” și „Junii Sibiului”.

## Discografie
- Cobor oile la vale
- La iubit, la însurat
- Se duc oile, se duc
- Și-o zis tata că-mi dă oi
- Spune, măi mândruță, spune!
- Spune, mândră, adevăru!
- Sus în vârful muntelui
- Sus la munte la izvor
- Sus la stâna din Bătrâna
- Toată lumea-mi zice mie
- Vin ciobanii de la munte
- Zi jiana ca la strungă